# Camarada
|  | Per a altres significats, vegeu «Camarada (Arieja)». |

Camarada (en rus tоварищ, transliterat tovàrisx), especialment en certs partits polítics i sindicats, significa correligionari o company.
Originàriament duia una forta connotació militar, a partir de la Revolució Russa, els bolxevics ho van emprar profusament com a alternativa igualitària a senyor i altres paraules similars; el terme solia acompanyar títols per a donar-los un to socialista. L'ús de títols igualitaris té el seu origen en la Revolució Francesa, en la qual es van abolir els títols de noblesa així com els termes monsieur i madame -senyor i senyora, en català- i en el seu lloc s'emprava citoyen, ciutadà. Per exemple, el rei Lluís XVI era anomenat ciutadà Lluís Capet.
La paraula camarada (així com la seua variant company) va ser popularitzada pels bolxevics durant la revolució Russa. Després va quedar a la Unió Soviètica com a forma de tractament habitual en un context formal, és a dir, substituint senyor o senyora, i així es deia, per exemple, el camarada ministre en comptes d'el senyor ministre, i de la mateixa manera podia usar-se per a dirigir-se a desconeguts en un to formal.
Curiosament, els presos polítics no podien utilitzar la paraula camarada per dirigir-se a les autoritats ni se'ls podia aplicar aquest tractament: es feia servir com a alternativa ciutadà. Açò era així perquè camarada tenia una connotació de comunió amb l'ideari comunista en la qual els presos polítics no podien participar. No obstant això, se suposava aqueixa afinitat amb el comunisme en tota la resta de la població, i així, segons assenyala Aleksandr Soljenitsin, podia donar-se el cas que a un membre del Partit Comunista caigut en desgràcia no se li tractés ja de camarada i es tractés de camarada a presos comuns.

## Ús a la Xina
En xinès, la traducció de camarada és 同志 (pinyin: tóng zhì), que traduït literalment vol dir "(algú) amb el mateix esperit, objectiu, ambició, etc." Va ser un terme especialment popular a la República Popular de la Xina de després de la revolució. Malgrat tot, arran les reformes dels anys 80 va ser bandejada de la llengua col·loquial. Actualment el terme se sol utilitzar per referir-se educadament a persones de mitjana edat i encara s'utilitza entre els membres del Partit Comunista Xinès, on no tractar algú de tong-zhi és vist com a símbol d'enemistat o mala educació.
El Kuomintang (Partit Nacionalista) també té una llarga tradició d'anomenar camarades (同志) els seus membres, però se sol utilitzar com a nom, no com a títol; així doncs, un membre del KMT diria "El senyor Zhang és un camarada (同志) lleial i respectable."
Recentment, a causa que Tongzhi i Tóng Xìng Liàn ("同性恋", homosexualitat) comparteixen el primer caràcter, Tongzhi s'ha convertit en un sinònim de gai.

## Ús a Itàlia
En italià, la traducció literal camarada té una connotació contrària i s'associa a un entorn feixista, inicialment militar però també en l'àmbit polític. El mot italià equivalent al significat de la paraula en català, que s'associa a membres d'entitats, partits i moviments comunistes d'origen marxista és compagno.